# 300 meter (schaatsen)
De 300 meter is een schaatsafstand die vooral wordt gereden door de jongere schaatsers (pupillen) en bij de zogeheten supersprinttoernooien zoals de Nederlandse kampioenschappen schaatsen supersprint. Deze afstand bestaat uit twee rechte einden en één bocht.

## Nederlands record
Het Nederlands record op deze afstand staat op naam van Michel Mulder die 22,36 reed tijdens het Kerstsprinttoernooi in Heerenveen op 26 december 2014.
Bij de vrouwen staat het record op naam van Thijsje Oenema en bedraagt 24,64 seconden, Oenema reed deze tijd bij het Kerstsprinttoernooi in december 2012 eveneens in Thialf.
100m · 300m · 500m · 1000m · 1500m · 3000m · 5000m · 10.000m · massastart · teamsprint · ploegenachtervolging